# Dysschema lygdamis
Dysschema lygdamis är en fjärilsart som beskrevs av Druce 1884. Dysschema lygdamis ingår i släktet Dysschema och familjen björnspinnare. Inga underarter finns listade i Catalogue of Life.